# Fiore dei Liberi
Fiore dei Liberi, pełne nazwisko Fiore Furlano de Civida d'Austria delli Liberi da Premariacco (ur. ok. 1350 - zm. 1410). Mistrz bolońskiej szkoły fechtunku.
Znany jest ze stworzenia rękopisu traktującego o nauce fechtowania pod nazwą Flos Duellatorum (czyli Kwiat walki). Zachowany faksymile z 1902 roku (tzw. rękopis pizański) zawiera 35 ilustrowanych kart.
Urodził się w Cividale del Friuli we Włoszech. Uczestniczył w wojnach między miastami włoskimi. Jako mistrz miecza miał wielu utytułowanych uczniów.